# الفاتح عروة
الفاتح محمد أحمد عروة (1950 - 9 أبريل 2025)، هو عسكري ودبلوماسي سوداني، درس بالكلية الحربية السودانية ثم عمل ضابطاً  القوات المسلحة ثم بجهاز الأمن ووصل لرتبة فريق طيار ركن، وبعدها هاجر إلى الولايات المتحدة. عاد الي السودان ليعمل كمستشاراً أمنياً لرئيس الجمهورية، ثم سفيراً للسودان لدى الأمم المتحدة، ثم عضو منتدب ومدير عام لشركة زين للاتصالات بالسودان.، ولد في الخرطوم. 

## وفاته
توفي يوم  الاربعاء 9 أبريل 2025 بالولايات المتحدة الأمريكية. عن عمر ناهز 74 عاما.

## سيرته
وُلد الفاتح في الخرطوم عام 1950، ابناً لمحمد أحمد عروة، شخصية عسكرية ووزير الداخلية والتجارة والإعلام في الستينيات. تلقى الفاتح عروة تعليمه الابتدائي في مدرستي حلة حمد وخوجلي، والمرحلة الوسطى في مدرسة العزبة بنين، ثم الثانوية بمدرسة الخرطوم القديمة وأكمل المرحلة الثانوية بمدرسة بحري الثانوية، والتحق بكلية الاقتصاد والدراسات الاجتماعية بجامعة الخرطوم، حيث درس بها عاماً واحداً، ثم انتقل إلى الكلية الحربية عام 1968، وتخرج في مايو 1970 مع أول دفعه تتخرج على يد الرئيس جعفر نميري.

## حياته العسكرية
عمل بعد تخرجه من الكلية الحربية بالدفاع الجوي ببورتسودان وفي بعض الوحدات العسكرية، ثم انتدب لجهاز أمن الدولة عندما كان نقيباً وعمل في سفارتي السودان بإثيوپيا وموسكو قنصلاً ومندوباً لجهاز الأمن الخارجي. ودرس الطيران في الولايات المتحدة (1984-1985)، ثم عاد إلى السودان مع الانتفاضة التي حلت الجهاز، وكان وقتها برتبة عقيد.

## العمل الحكومي
هاجر إلى السعودية بعد الانتفاضة، وعمل خبيراً في منطقة القرن الأفريقي قبل أن يعود مرة أخرى بطلب من الرئيس عمر البشير ليعمل في أجهزة الدولة المختلفة في أوائل التسعينات، حيث عين وزير دولة برئاسة الجمهورية ومستشاراً للرئيس لشؤون الأمن القومي في الفترة ما بين عامي 1989 و1995، ثم وزير دولة بوزارة الدفاع 1995، وعمل مندوباً للسودان لدى الأمم المتحدة من عام 1996 وحتى 2005، وتعتبر أطول فترة لسفير سوداني لدى المنظمة الدولية في فترة مليئة بالتحديات، منها قرارات الحصار والمقاطعة والمحكمة الجنائية ، و حط رحاله أخيراً في شركة الاتصالات كعضو منتدب ومدير عام لشركة زين للاتصالات في أغسطس 2008، كما تقلد أيضاً منصب رئيس مجلس إدارة الطيران المدني.

## إنجازاته
حصل علي جائزة الانجاز لعمله في شركة زين للاتصالات من مجلة كمومنز مي.

## روابط خارجية
- عن حياة الفاتح عورة من (قناة الجزيرة): وفاة الفاتح عروة أشهر ضابط مخابرات سوداني